# Walter von Châtillon
Walter von Châtillon (lateinisch: Gualterus de Castellione, Walterus ab Insulis; französisch Gautier de Châtillon; * um 1135 in Lille oder Ronchin bei Lille; † um 1190, nach anderen Angaben: 1201) war ein französischer Schriftsteller und Theologe des 12. Jahrhunderts, der in lateinischer Sprache schrieb.
Der Philologe Walter Berschin behauptete: „Walter war der vielseitigste, formal gewandteste, klassischste und emphatischste unter den Dichtern der lateinischen Klassik im Frankreich des XII. Jahrhunderts.“

## Leben
Walter von Châtillon studierte in Reims bei Stephan von Beauvais und in Paris. Er schrieb, wahrscheinlich während seiner Studentenjahre, eine Anzahl lateinischer Gedichte im Stil der Goliarden, die ihren Weg in die Sammlung Carmina Burana fanden. Zu Lebzeiten war er dagegen mehr berühmt für die Alexandreis, ein langes lateinisches Epos über Alexander den Großen, das dem Erzbischof Wilhelm von Reims gewidmet ist. Das in Hexametern abgefasste Werk ist voller Anachronismen – die Kreuzigung Jesu hat bei ihm zur Zeit Alexanders schon stattgefunden. Die Alexandreis war zu Walters Zeit beliebt und einflussreich. Matthäus von Vendôme und Alanus ab Insulis borgten daraus und Arrigo da Settimello ahmte es nach. Eine Zeile daraus wird manchmal zitiert: Incidit in Scyllam qui vult vitare Charybdim. („Es gerät in die Fänge der Skylla, wer der Charybdis ausweichen will.“)
Viele Gedichte, die in seinem Stil verfasst sind oder seine Themen aufgreifen, wurden ohne ausreichenden Grund Walter zugeschrieben. Er war zum Beispiel nicht der Autor der satirischen Apokalypse des Golias, die einmal als sein Werk galt. Außer seinen Gedichten schrieb Walter einen Dialog, in dem er das Judentum angreift, und eine Abhandlung über die Dreieinigkeit. Möglicherweise stammt das Moralium dogma philosophorum von ihm.

## Werkausgaben
Alexandreis
Siehe Alexandreis#Ausgaben und Übersetzungen
Andere Werke
- Die zehn Gedichte des Walther von Lille, genannt von Châtillon. Herausgegeben von Friedrich August Wilhelm Müldener. Rümpler, Hannover 1859 (Digitalisat). Reprint: Kessinger, 2010, ISBN 978-1-168-79683-7.
- Die Lieder Walthers von Châtillon in der Handschrift 351 von St. Omer. Herausgegeben und erklart von Karl Strecker. 2. unveränderte Auflage. Weidmann, Berlin 1925.
- Walter von Châtillon. Moralisch-satirische Gedichte aus deutschen, englischen, französischen und italienischen Handschriften. Hrsg. von Karl Strecker. Winter, Heidelberg 1929, DNB 573595542.